# Katedralen i Mogadishu
Katedralen i Mogadishu eller Mogadishus katedral (italienska: Cattedrale di Mogadiscio) var en romersk-katolsk katedral i Mogadishu i Somalia. Katedralen var i bruk åren 1928–1991 och uppfördes under den italienska kolonialperioden. Den fungerade som säte för det romersk-katolska stiftet Mogadiscio. 
En större del av byggnaden förstördes av Al-Shabaab 2008.